# كارول ريد
كارول ريد (بالإنجليزية: Carol Reed)‏ (و. 1906 – 1976 م) هو مخرج أفلام، ومنتج أفلام، وممثل مسرحي، من المملكة المتحدة، توفي في تشيلسي، لندن، عن عمر يناهز 70 عاماً، بسبب نوبة قلبية.

## الخدمة العسكرية
خدم في الجيش البريطاني.

## جوائز وترشيحات
حصل على جوائز منها:
- جائزة الأوسكار لأفضل مخرج، عن عمل: أوليفر.

ترشح لـ:
- جائزة الأوسكار لأفضل مخرج، عن عمل: The Fallen Idol (film) [الإنجليزية]‏
- جائزة الأوسكار لأفضل مخرج، عن عمل: الرجل الثالث
- جائزة الأوسكار لأفضل مخرج، عن عمل: أوليفر.

## وصلات خارجية
- كارول ريد على موقع IMDb (الإنجليزية)
- كارول ريد على موقع الموسوعة البريطانية (الإنجليزية)
- كارول ريد على موقع مونزينجر (الألمانية)
- كارول ريد على موقع ألو سيني (الفرنسية)
- كارول ريد على موقع ميوزك برينز (الإنجليزية)
- كارول ريد على موقع تيرنر كلاسيك موفيز (الإنجليزية)
- كارول ريد على موقع تيرنر كلاسيك موفيز (الإنجليزية)
- كارول ريد على موقع أول موفي (الإنجليزية)
- كارول ريد على موقع قاعدة بيانات برودواي على الإنترنت (الإنجليزية)
- كارول ريد على موقع قاعدة بيانات الأفلام السويدية (السويدية)